# Mein Freund Harry
Mein Freund Harry ist eine deutsche Stummfilmkomödie aus dem Jahre 1927 von Max Obal mit Harry Liedtke in der Titelrolle und Maria Paudler in der weiblichen Hauptrolle. Der Geschichte liegt der Roman Harry McGills geheime Sendung von Ludwig von Wohl zugrunde.

## Handlung
Harry Gill ist ein pfiffiger Kerl, der sich aus jeder Schwierigkeit, in die er sich reinmanövriert hat, auch irgendwie herausschlängeln kann. Zuletzt fiel er dadurch unangenehm auf, dass er sich als blinder Passagier an Bord eines Passagierdampfers geschlichen hat. Mit dieser Aktion kann Harry nach der Landung im Hamburger Hafen sogar die wohlwollende Aufmerksamkeit des gewichtigen Generaldirektors Fredy Sanderson, eines schwerreichen Geschäftsmannes, der als Baumwollkönig gilt, erlangen. Jemanden, der einen stets aus der Klemme herauspauken kann, ist genau das, was Sanderson gerade benötigt. Denn er gedenkt demnächst die Dollar-Millionenerbin May Elliot zu ehelichen. May aber hat soeben von einer ihr unbekannten Tante eine Einladung nach Neapel erhalten. Da May schon immer ein Faible für Italien hatte, willig sie ein, zumal ihr ebenfalls unbekannter Vetter, Luigi Vicelli, sie, wenn sie erst einmal angelandet ist, abholen wird. Somit wird die Eheschließung erst einmal auf Eis gelegt.
Da Fredy, nicht ganz zu Unrecht, vermutet, dass jener Luigi nicht nur attraktiver als er, sondern auch noch ein landestypischer Papagallo ist, bittet er seinen Freund Harry darum, den beiden auf der anstehenden Seereise und später auch an Land zu folgen und auf May ein Auge zu haben und, so erforderlich, jedwede Flirtversuche seitens Luigi abzublocken. Während Harry infolgedessen wie ein Schatten an den beiden klebt, beginnt auch er Interesse an Miss Elliot zu entwickeln. Überdies muss er feststellen, dass dieser angebliche Cousin ein ausgesuchter Ganove ist, der mit May nichts Gutes im Sinn hat. Luigi ist nämlich pleite und plant, sich durch eine Heirat mit May finanziell zu sanieren. Nun muss Harry all sein Können und Geschick zeigen, den Schurken von seinem Tun abzubringen und May aus dessen Fängen zu retten.
Ehe Luigi May vor den Traualtar schleppen kann, platzt Harry dazu. Luigi greift sich seine Braut in spe und versucht in einem Auto zu türmen. Harry reagiert schnell und rast den beiden hinterher. Dann hat er unglücklicherweise auf der Straße eine Panne. Auf eben dieser Straße findet gerade ein Autorennen, sodass Harry und der ihn begleitende, namenlose Artist, ein Kumpel aus gemeinsamen alten Zeiten, bald wieder bestens motorisiert sind. Parallel zu der Straße verläuft ein Schienenstrang. Als sie auf derselben Höhe eines ankommenden Zuges sind, springen Harry und sein Kumpel auf den Zug und erzwingen von zwei mitfahrenden Passagieren, einem Kultusminister und dessen Sekretär, die zu einer Denkmalseinweihung unterwegs sind, die Herausgabe von deren eleganten Klamotten. Am Ziel angekommen, halten die jubelnden Festakt-Gäste Harry für den Minister. Unmittelbar darauf erreicht auch Luigi mit seinem Auto, das unterwegs vom Zug überholt wurde, diesen Platz. Hier versperrt ihnen die Menschenmasse eine Weiterfahrt. Luigi wird der Polizei übergeben und May fällt Harry um den Hals. Wenig später muss Fredy Sanderson erfahren, dass ihm ausgerechnet sein Freund Harry die Braut weggeschnappt hat.

## Produktionsnotizen
Gedreht im Oktober und November 1927 im Atelier von Berlin-Staaken sowie mit Außenaufnahmen in Italien (u. a. Turin), passierte Mein Freund Harry die Zensur am 9. Januar 1928 und wurde am 27. Januar 1928 in Berlins Primus-Palast uraufgeführt. Die Länge des mit Jugendverbot belegten Siebenakters betrug 2322 Meter. In Österreich lief der Film ab dem 9. März 1928 unter dem Titel Hochzeitsreise.
Die künstlerische Oberleitung hatte Rudolf Walther-Fein, die Aufnahmeleitung übernahm Walter Tost. Die Filmbauten gestalteten Botho Höfer und Hans Minzloff.

## Kritiken
Wiens Kino-Journal schrieb: „Liedtke hat Gelegenheit … alle seine raffinierten Künste spielen zu lassen, zeigt sich als Turner, Schwimmer, Fahrer und in seinem üblichen Rollenfach als Frauenbezwinger und wird, mit seinem liebenswürdigen Elan, die Gemeinde seiner Bewunderinnen sicherlich entzücken.“
Der Pester Lloyd meinte: „Dieses Liedtke-Lustspiel ist beste Unterhaltung, etwas abenteuerlich etwas naiv, von sehr schönen Landschaftsbildern umrahmt, und hat Tempo, Tempo! Man sieht Genua, Neapel und den Hamburger Hafen, man fährt mit dem Expreß, dem Ozeandampfer und dem Auto, erlebt dabei Mädchenraub, Kabale und Liebe, Liebchen, was willst du noch mehr. (…) Fröhlichkeit, Frische und Tempo sind auch die Hauptzüge der Regie.“